# Meydan Sjahr
Meydan Sjahr (Pasjtoe: میدان ښار, Perzisch: میدان شهر) is de hoofdstad van de Afghaanse provincie Maidan Wardak. De stad heeft ongeveer 35.000 inwoners.